# Challenger de Ostrava 2015
El torneo Prosperita Open 2015 es un torneo profesional de tenis. Pertenece al ATP Challenger Series 2015. Se disputó su 12.ª edición sobre superficie tierra batida, en Ostrava, República Checa, entre el 27 de abril y el 3 de mayo de 2015.

## Jugadores participantes del cuadro de individuales
| Favorito | País                    | Jugador                 | Rank1 | Posición en el torneo |
| -------- | ----------------------- | ----------------------- | ----- | --------------------- |
| 1        | Bandera de Francia      | Lucas Pouille           | 98    | Cuartos de final      |
| 2        | Bandera del Reino Unido | James Ward              | 106   | Segunda ronda         |
| 3        | Bandera de España       | Daniel Muñoz de la Nava | 146   | Semifinales           |
| 4        | Bandera de Croacia      | Mate Delić              | 159   | Segunda ronda         |
| 5        | Bandera de Bélgica      | Maxime Authom           | 175   | Segunda ronda         |
| 6        | Bandera de Eslovaquia   | Andrej Martin           | 187   | Cuartos de final      |
| 7        | Bandera de Ucrania      | Denys Molchanov         | 189   | Primera ronda         |
| 8        | Bandera de España       | Rubén Ramírez Hidalgo   | 198   | Semifinales           |

- 1 Se ha tomado en cuenta el ranking del 13 de abril de 2015.

### Otros participantes
Los siguientes jugadores recibieron una invitación (wild card), por lo tanto ingresan directamente al cuadro principal (WC):
- Zdeněk Kolář
- Patrik Rikl
- David Poljak
- Dominik Kellovský

Los siguientes jugadores ingresan al cuadro principal tras disputar el cuadro clasificatorio (Q):
- Dušan Lojda
- Marek Michalička
- Grzegorz Panfil
- Pascal Brunner

## Campeones

### Individual masculino
- Iñigo Cervantes derrotó en la final a  Adam Pavlásek, 7–6(7–5), 6–4

### Dobles masculino
- Andrej Martin /  Hans Podlipnik-Castillo derrotaron en la final a  Roman Jebavý /  Jan Šátral, 4–6, 7–5, [10–1]